# سرامیک چینی

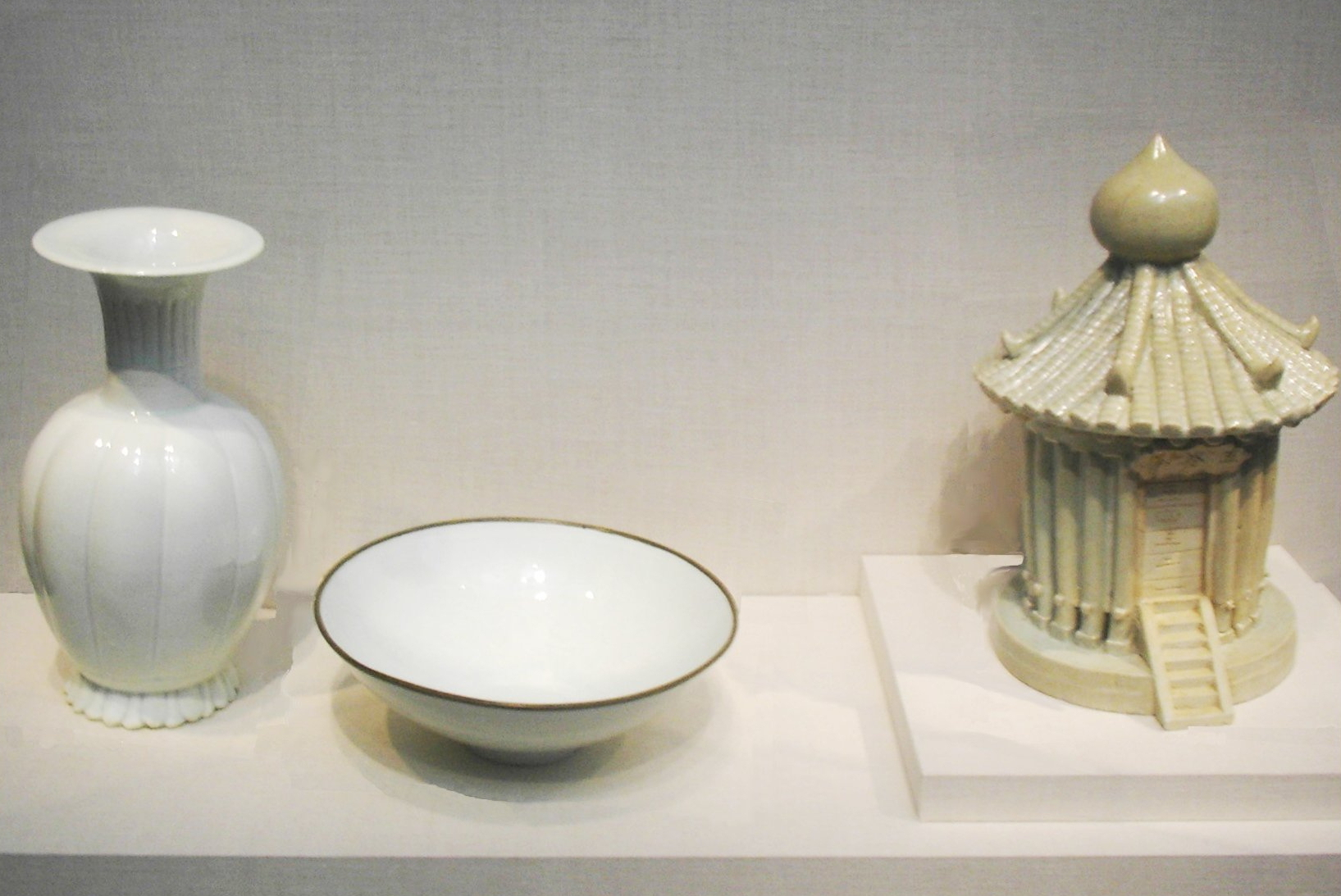
ظروف و تزئینات چینی از دورهٔ دودمان سونگ.

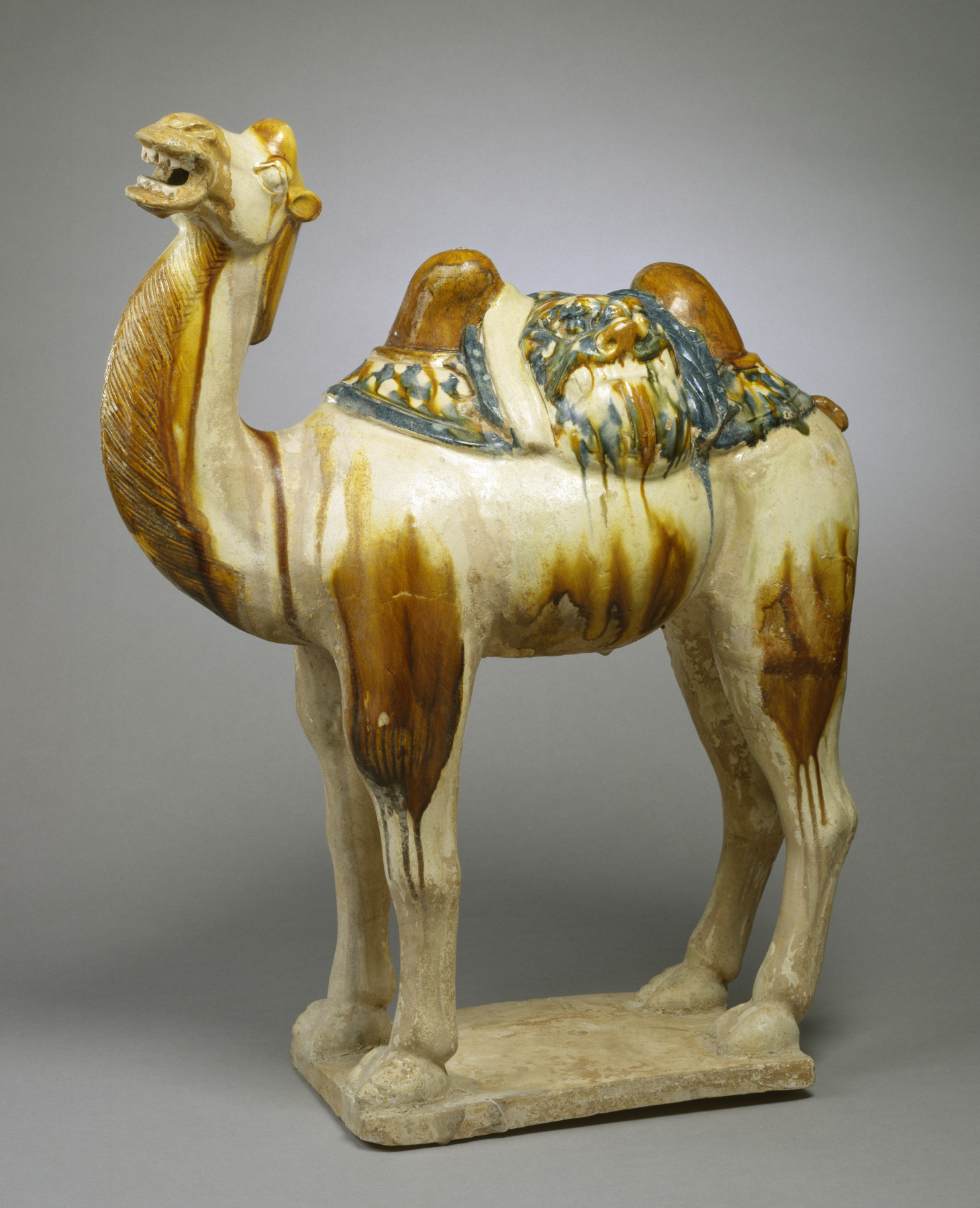
یک شتر دوکوهانه از سرامیک چینی متعلق به گوربُرده‌های دودمان تانگ.

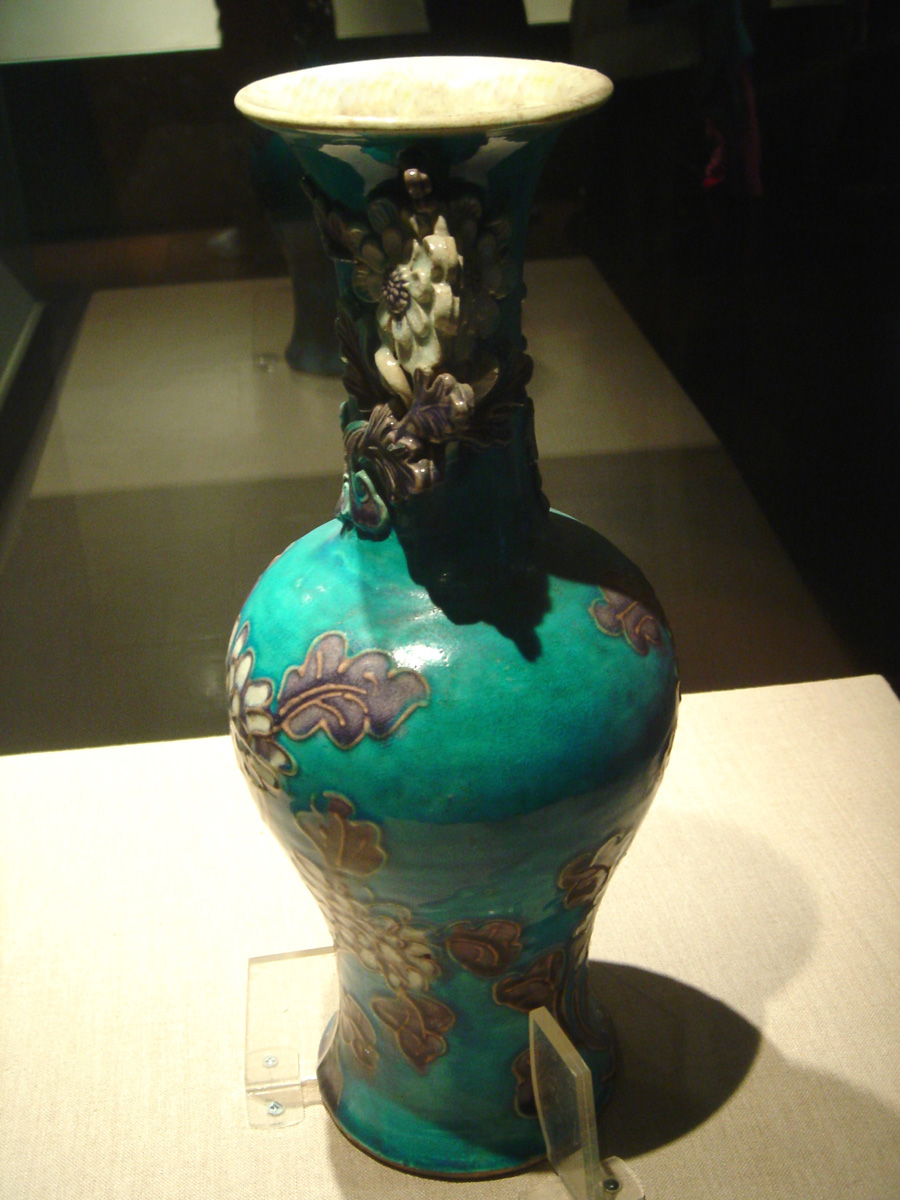
گلدان چینی سه رنگ از دوران دودمان مینگ (۱۳۶۸-۱۶۴۴ میلادی) در موزهٔ ملی چین.

چینی نوعی ظرف شکستنی از گِل است که آن را به طرز مخصوصی سازند و در کوره می‌پزند. چینی سفالینه‌ای لطیف است که آن را نخست در انگلیس می‌ساختند، اما امروز در همه جا سازند و بدان نام چینی دهند. این ظروف گونه‌ای از ظروف سفالین هستند که منقش بوده و از خاکی مخصوص تهیه می‌شوند، و سپس بر آن لعاب می‌دهند.
سرامیک‌های چینی کارهای هنری از دوران سلسله‌های چین است که تا کنون توسعه یافته‌است. چین به طور گسترده‌ای دارای مواد مورد نیاز برای ساخت سرامیک‌ها می‌باشد. نخستین گونه‌های آن در حدود ۱۱۰۰۰ سال پیش و در دوران پارینه‌سنگی ساخته شدند. طیف سرامیک‌های چینی از مصالح ساختمانی چون آجرها و کاشی‌ها، تا سفالینه‌هایی که در آتش یا کوره پخته می‌شوند تا کالاهای تصنعی پورسلینی که برای دربارها ساخته شده، را شامل می‌شود.
چینی طبق تعریف انجمن آزمون و مواد آمریکا به فراورده‌های سرامیکی زجاجی و سفید اعم از لعابدار و بدون لعاب که برای مصارف غیر فنی بکار می‌رود، گفته می‌شود.

## پیرامون واژه
در لغتنامهٔ دهخدا در پیرامون نام «چینی» در سرواژهٔ «چینی» چنین آمده‌است:
ظرف آبگینه که در قدیم از چین می‌آوردند و بدین سبب به چینی شهرت گرفته‌است.

## نگارخانه

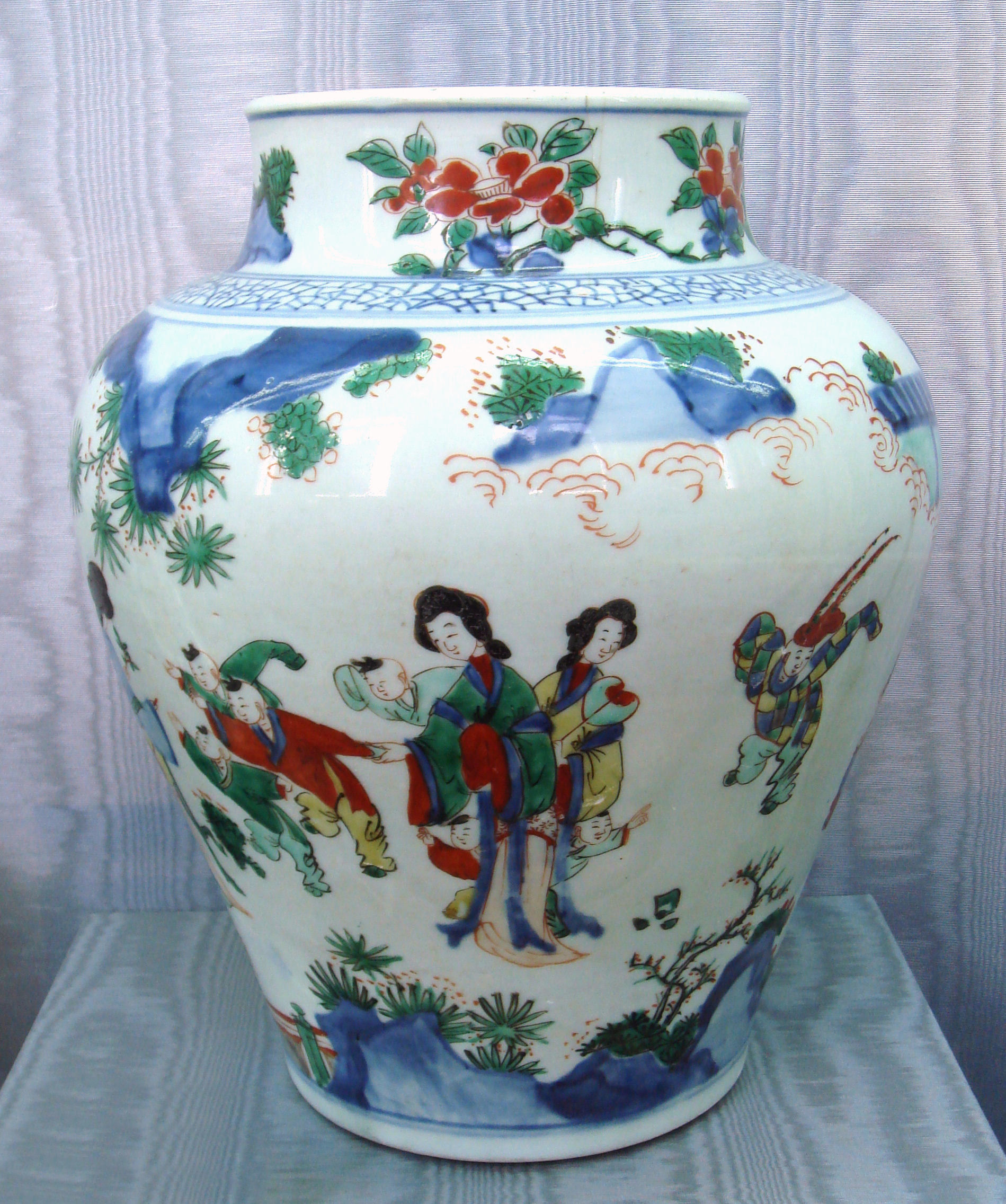
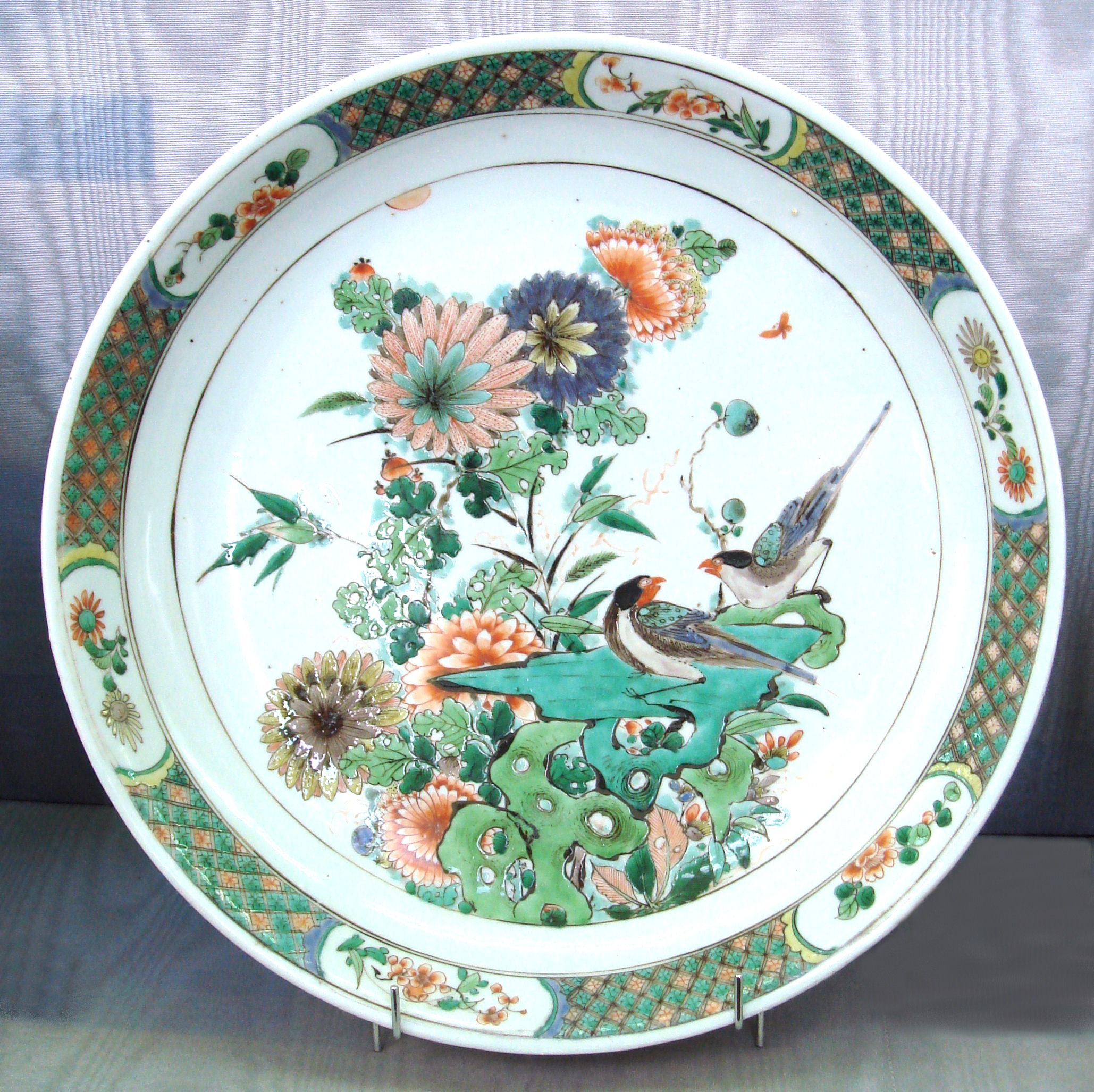
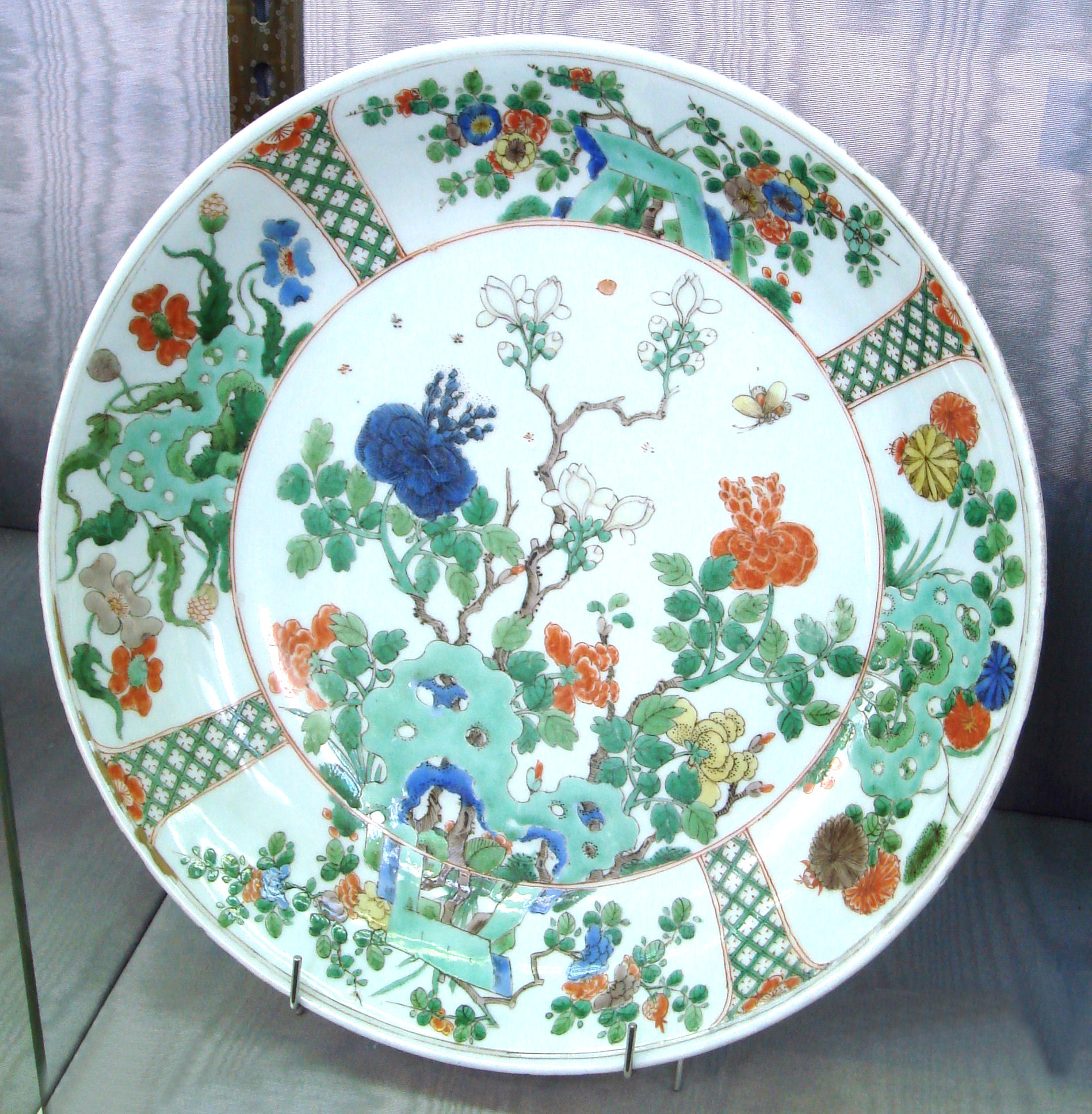